# Eva Habermann

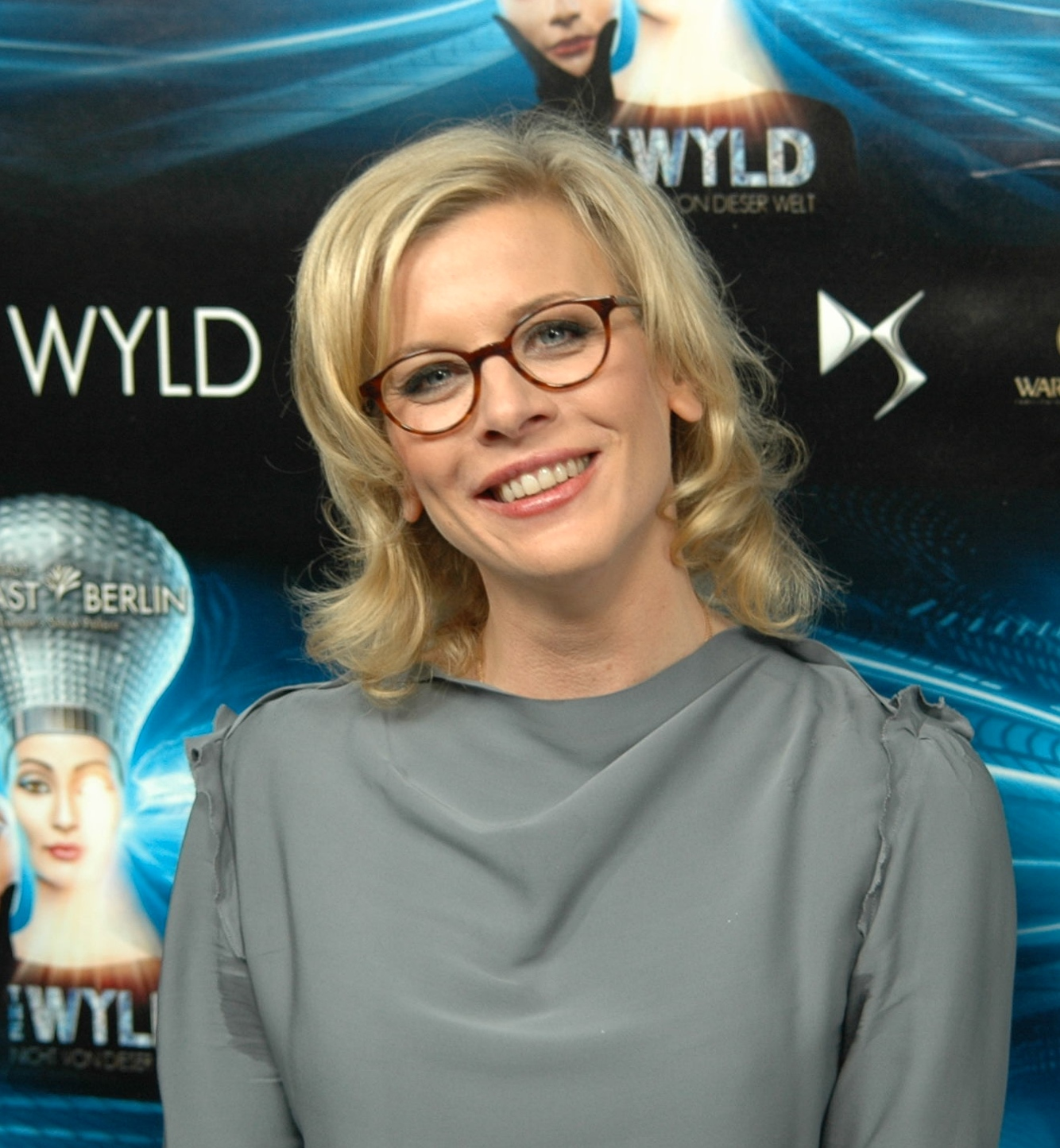
Eva Habermann (2014)

Eva Felicitas Habermann (* 16. ledna 1976, Hamburk) je německá herečka, která se objevila v mnoha filmech a televizních seriálech. Nejvíce ji proslavila televizní minisérie Lexx. Zaujala zde rolí Zev Bellringer.

## Zajímavosti
V 19 letech začala pracovat v různých TV show. Role v sérii Lexx byla její první role, kde hrála hlavní postavu. V roce 2003 byla vyhlášena 17. nejhezčí ženou Německa.

## Hlavní filmy
- Der Clown … Leah Diehl (2005)
- Casting About … sama sebe (2004)
- Der Alte Affe Angst … Laura (2003)
- Feuer, Eis & Dosenbier … Heidi (2002)
- Witness to a Kill … Monica (2001)
- Angel Express … Svenja (1999)
- Rosamunde Pilcher - Zwei Schwestern … Laurie (1997)
- Star Command … Ens. Johanna Pressler (1996)
- Dr. Random and the clown with a frown…s Johnsky Normand (1999)

## Hlavní seriály
- Wilde Engel … Lena Heitmann (2003)
- Code Name: Eternity … Dr. Rosalind Steiner (2000)
- Die Strandclique … Viola Kimmling (1999)
- Lexx … Zev Bellringer (1997)
- First Love - Die große Liebe … Ricky (1997)
- Gegen den Wind … Paula (1995)
- Immenhof … Melanie (1994)